# جمعية حارس الفضاء اليابانية
جمعية حارس الفضاء اليابانية , أو (日本スペースガード協会), هي منظمة غير ربحية مقرها طوكيو في اليابان، تهدف لمساندة تحركات الدافعة لحراسة الأرض، ولحمايتها من كوارث محتملة تكون نتيجة اصطدامات مع الأجرام القريبة منها، وذلك عن طريق مراقبة ودراسة الأجرام القريبة من الأرض، حالتها القانونية بناء على القانون الياباني هي: «شركة فنية غير ربحية», أو (特定非営利活動法人).
تم تأسيس الجمعية عام 1996.

## المهمة
الجمعية تدير مركز حماية الفضاء بيسي، ولتحقيق أهدافها فإنها تقبع على مقربة من قريبة بيسي في اليابان، وبالإضافة إلى مهمتها الأساس فإنها ستعكف على تعقب الحطام في مدار الأرض.